# Station Yvoir
Het station Yvoir is een spoorwegstation langs spoorlijn 154 tussen Namen en Dinant in de gemeente Yvoir.
Vanaf dit station takt spoorlijn 128 af die door de vallei van de Bocq naar Ciney loopt.
Het stationsgebouw werd in 1980 opgetrokken naar plannen van architecten Edmond Lejaer en Raymond Picquet. Het station heeft een goederenkoer.
Sinds 1 oktober 2015 zijn de loketten van dit station gesloten en is het een stopplaats.

## Treindienst
| Serie       | Treinsoort          | Route                                                                  | Bijzonderheden                                      |
| ----------- | ------------------- | ---------------------------------------------------------------------- | --------------------------------------------------- |
| IC 17       | Intercity (NMBS)    | Brussels Airport-Zaventem – Brussel-Luxemburg – Namen – Yvoir – Dinant | Rijdt in het weekend tussen Brussel-Zuid en Dinant. |
| L 6050      | L-trein (NMBS)      | Namen – Yvoir – Dinant – Bertrix – Libramont                           |                                                     |
| P 7660/8660 | Piekuurtrein (NMBS) | Bertrix – Dinant – Yvoir – Namen                                       | Rijdt alleen op werkdagen.                          |

## Galerij

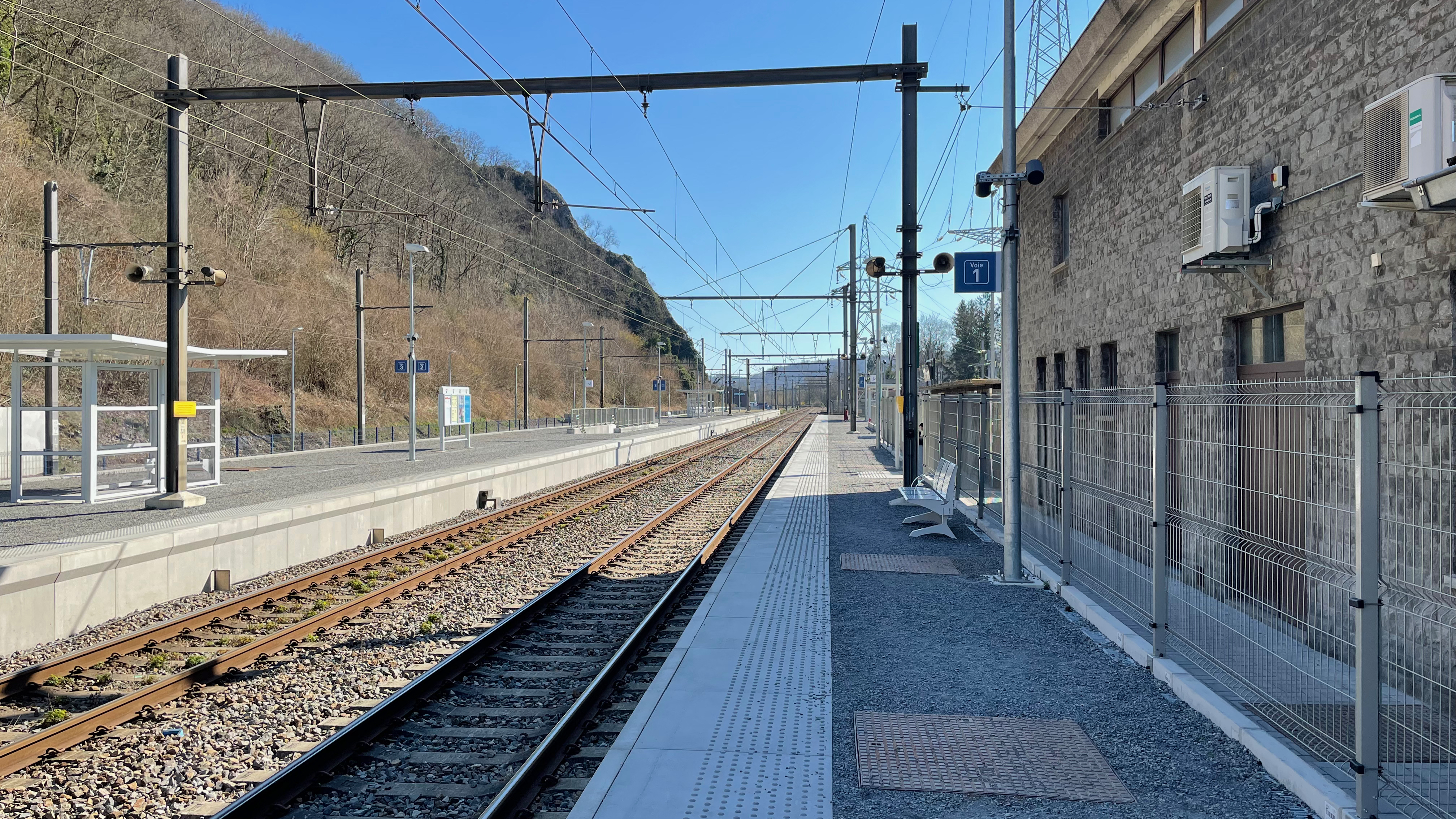
Zicht op het perron
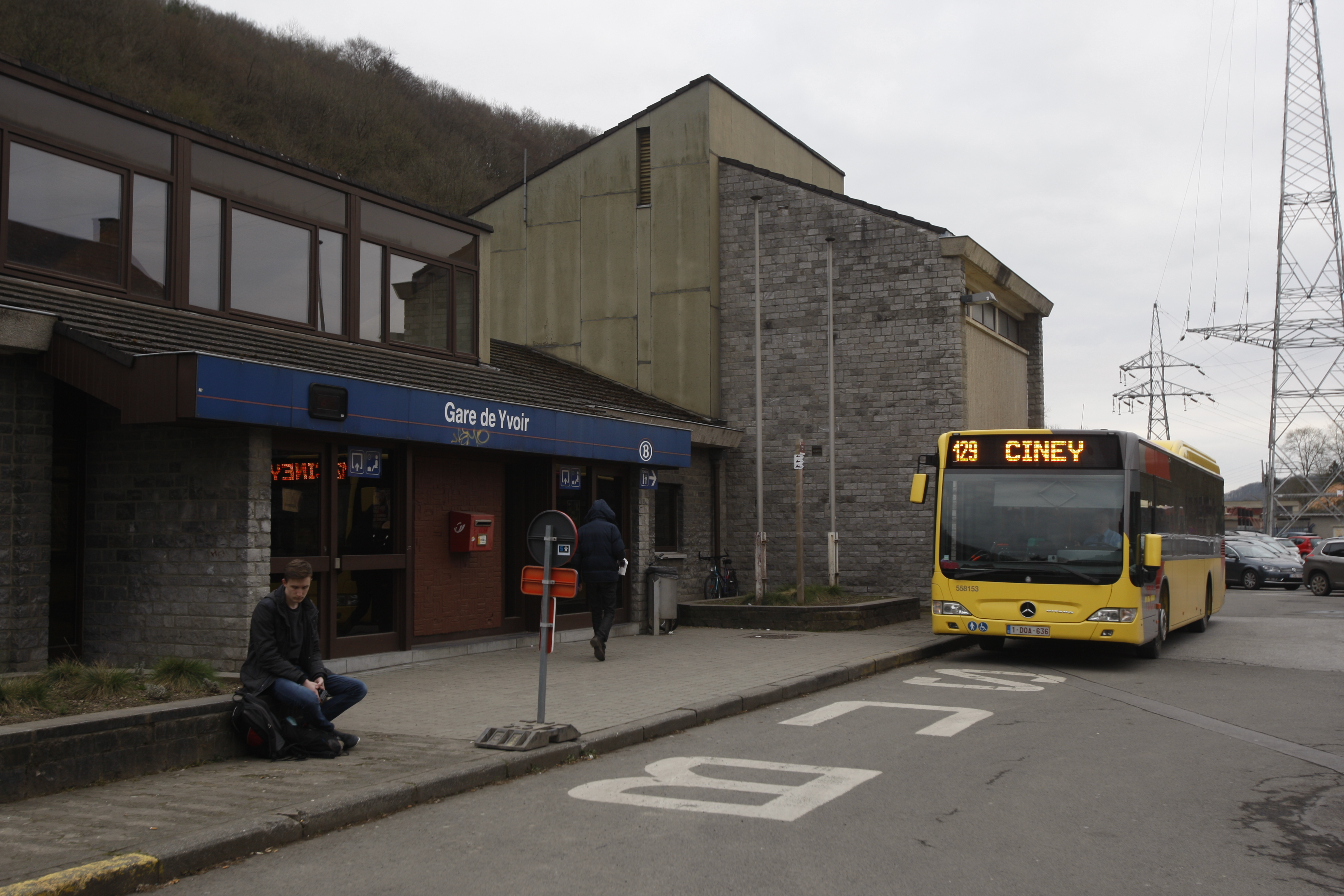
Het stationsgebouw

## Reizigerstellingen
De grafiek en tabel geven het gemiddeld aantal instappende reizigers weer op een week-, zater- en zondag.
| Tabel: aantal instappende reizigers station Yvoir | Tabel: aantal instappende reizigers station Yvoir | Tabel: aantal instappende reizigers station Yvoir | Tabel: aantal instappende reizigers station Yvoir |
|                                                   | Weekdag                                           | Zaterdag                                          | Zondag                                            |
| ------------------------------------------------- | ------------------------------------------------- | ------------------------------------------------- | ------------------------------------------------- |
| 1977                                              | 452                                               | 89                                                | 169                                               |
| 1978                                              | 519                                               | 139                                               | 140                                               |
| 1979                                              | 531                                               | 128                                               | 155                                               |
| 1980                                              | 444                                               | 114                                               | 144                                               |
| 1981                                              | 493                                               | 143                                               | 122                                               |
| 1982                                              | 393                                               | 181                                               | 151                                               |
| 1983                                              | 543                                               | 73                                                | 130                                               |
| 1984                                              | 456                                               | 115                                               | 159                                               |
| 1985                                              | 558                                               | 145                                               | 197                                               |
| 1986                                              | 424                                               | 125                                               | 156                                               |
| 1987                                              | 570                                               | 155                                               | 132                                               |
| 1988                                              | 391                                               | 231                                               | 121                                               |
| 1989                                              | 472                                               | 245                                               | 155                                               |
| 1990                                              | 401                                               | 173                                               | 158                                               |
| 1991                                              | 439                                               | 151                                               | 152                                               |
| 1992                                              | 448                                               | 165                                               | 155                                               |
| 1993                                              | 452                                               | 137                                               | 147                                               |
| 1994                                              | 395                                               | 171                                               | 162                                               |
| 1995                                              | 410                                               | 182                                               | 138                                               |
| 1996                                              | 422                                               | 143                                               | 124                                               |
| 1997                                              | 478                                               | 150                                               | 170                                               |
| 1998                                              | 460                                               | 198                                               | 150                                               |
| 1999                                              | 514                                               | 242                                               | 212                                               |
| 2000                                              | 523                                               | 218                                               | 202                                               |
| 2001                                              | 530                                               | 272                                               | 268                                               |
| 2002                                              | 467                                               | 198                                               | 174                                               |
| 2003                                              | 404                                               | 206                                               | 216                                               |
| 2004                                              | 397                                               | 272                                               | 237                                               |
| 2005                                              | 397                                               | 264                                               | 284                                               |
| 2006                                              | 407                                               | 154                                               | 167                                               |
| 2007                                              | 441                                               | 225                                               | 216                                               |
| 2008                                              | -                                                 | -                                                 | -                                                 |
| 2009                                              | 563                                               | 251                                               | 263                                               |
| 2010                                              | -                                                 | -                                                 | -                                                 |
| 2011                                              | -                                                 | -                                                 | -                                                 |
| 2012                                              | 468                                               | 257                                               | 302                                               |
| 2013                                              | 589                                               | 223                                               | 278                                               |
| 2014                                              | 652                                               | 239                                               | 270                                               |
| 2015                                              | 522                                               | 245                                               | 244                                               |
| 2016                                              | 557                                               | 226                                               | 227                                               |
| 2017                                              | 564                                               | 258                                               | 249                                               |
| 2018                                              | 502                                               | 228                                               | 223                                               |
| 2019                                              | 728                                               | 627                                               | 536                                               |
| 2020                                              | 401                                               | 200                                               | 181                                               |
| 2021                                              | -                                                 | -                                                 | -                                                 |
| 2022                                              | 754                                               | 548                                               | 442                                               |
| 2023                                              | 658                                               | 366                                               | 426                                               |
| 2024                                              | 690                                               | 365                                               | 351                                               |

0,0: Ciney ·
1,9: Halloy ·
3,5: Braibant ·
6,1: Sovet ·
6,9: Senenne ·
8,8: Spontin ·
9,8: Spontin-Sources ·
11,6: Dorinne-Durnal ·
14,2: Purnode ·
16,0: Évrehailles-Bauche ·
18,5: Yvoir-Carrière ·
20,7: Yvoir
0,0: Namen ·
3,0: Jambes ·
4,8: Velaine ·
7,6: Dave-Nord ·
10,8: Tailfer ·
12,8: Profondeville ·
14,0: Lustin ·
17,0: Godinne ·
20,1: Yvoir ·
21,8: Houx ·
25,8: Bouvignes-sur-Meuse ·
28,0: Dinant ·
29,5: Neffe ·
36,4: Waulsort ·
36,4: Waulsort-Dorp ·
41,8: Hastière ·
44,2: Hermeton-sur-Meuse ·
46,1: Heer-Agimont